# 苏联民航101/435航班劫持事件
苏联民航101/435航班劫持事件（英语：Aeroflot Flight 101/435），发生在1985年12月19日，飞机是从塔克塔马格达飞往赤塔的途中被副驾驶沙米尔·阿利穆拉多夫劫持。

## 劫持
据塔斯社报道，这架飞机由于一名武装罪犯的暴力行为而不得不改变航线，并降落在中华人民共和国东北部。
副驾驶阿利穆拉多夫·沙米利·哈吉·奥格雷是列兹基亚族的一名成员，于北京时间12时30分许，趁领航员日哈列夫·斯·维上厕所之机，以机舱出现机械故障为由，将机械师奥西波夫·弗·伊骗出驾驶舱，随即销上驾驶舱门，手持折叠刀要求机长阿布拉米安·维·谢将飞机安托諾夫An-24飞向中华人民共和国。阿布拉米安虽持有武器但由于需要解开安全带因此决定不反抗。不过他通过一个隐蔽按钮联系到航空交通管制并报告劫机，苏联当局允许机组人员在中国降落，并给了齐齐哈尔三家子机场的无线电频率。劫机者发现后，威逼机长关闭信号。劫机者要求飞机飞往海拉尔，但由于燃料短缺，北京时间14时30分许，飞机降落在黑龙江省甘南县长吉岗乡的一片稻田。
当飞机降落在中国时食物用完了，飞机外环境温度达零下25摄氏度，中国方面不允许机组人员通过启动发动机给机舱取暖，而机上乘客拒绝离开飞机。20日，经苏联政府指示，乘客同意离机，并于23时许在齐齐哈尔湖滨宾馆获得食物和住宿。苏联驻北京大使馆收到事件通知。
21日，中国方面给乘客发放调查表，只需要填写姓名和参观目的，不过中国方面建议乘客写“旅游”作为参观目的，然后带领他们参观齐齐哈尔，在当地一家餐馆用餐，并收到作为礼物的保温瓶。

## 事后
21日下午13时许，乘客乘直升机抵达哈尔滨机场，并于17时许乘坐苏联图波列夫图-134飞机从哈尔滨返回赤塔。1986年3月，沙米尔·阿利穆拉多夫在哈尔滨市中级人民法院以劫持飞机罪被判处8年有期徒刑。三年后，他被遣送到苏联，按照苏联的法律被判处5年有期徒刑。

## 註解
1. ↑  1970年，在苏联民航244航班劫持事件（英语：Aeroflot Flight 244）后，苏联当局允许飞机机长在飞机上持有武器。